# Alejandro Wilbrand
Alejandro Wilbrand (* 12. Mai 1967 auf Ibiza) ist ein deutscher Koch und Konditor. 

## Werdegang
Wilbrand entstammt einer Gastronomenfamilie. Nach der Konditor-Ausbildung arbeitete er zwei Jahre in diesem Beruf. 1988 ging er zum Wehrdienst, mit Tätigkeit als Chefkoch im Offizierskasino.
Seit 1990 arbeitet er im elterlichen Betrieb Hotel Restaurant zur Post in Odenthal. 
Seit 2003 ist er dort gemeinsam mit seinem Bruder Christopher Wilbrand Inhaber und Chef Patissier. Seit der Übernahme 2003 wird das Restaurant mit einem Michelinstern ausgezeichnet. Seit 2010 wird das Restaurant vom Gault Millau ausgezeichnet, aktuell mit 17 Punkten.  

## Auszeichnungen
- Seit 2003: Ein Michelinstern (seit dem Guide Michelin 2004)[2]